# FK Milano Kumanovo
FK Milano (macedoniană:ФК Милано)  este o echipă de fotbal din Kumanovo, Macedonia.

## Statistici
Statistica meciurilor echipei FK Milano Kumanovo în Prima Ligă (Macedonia):

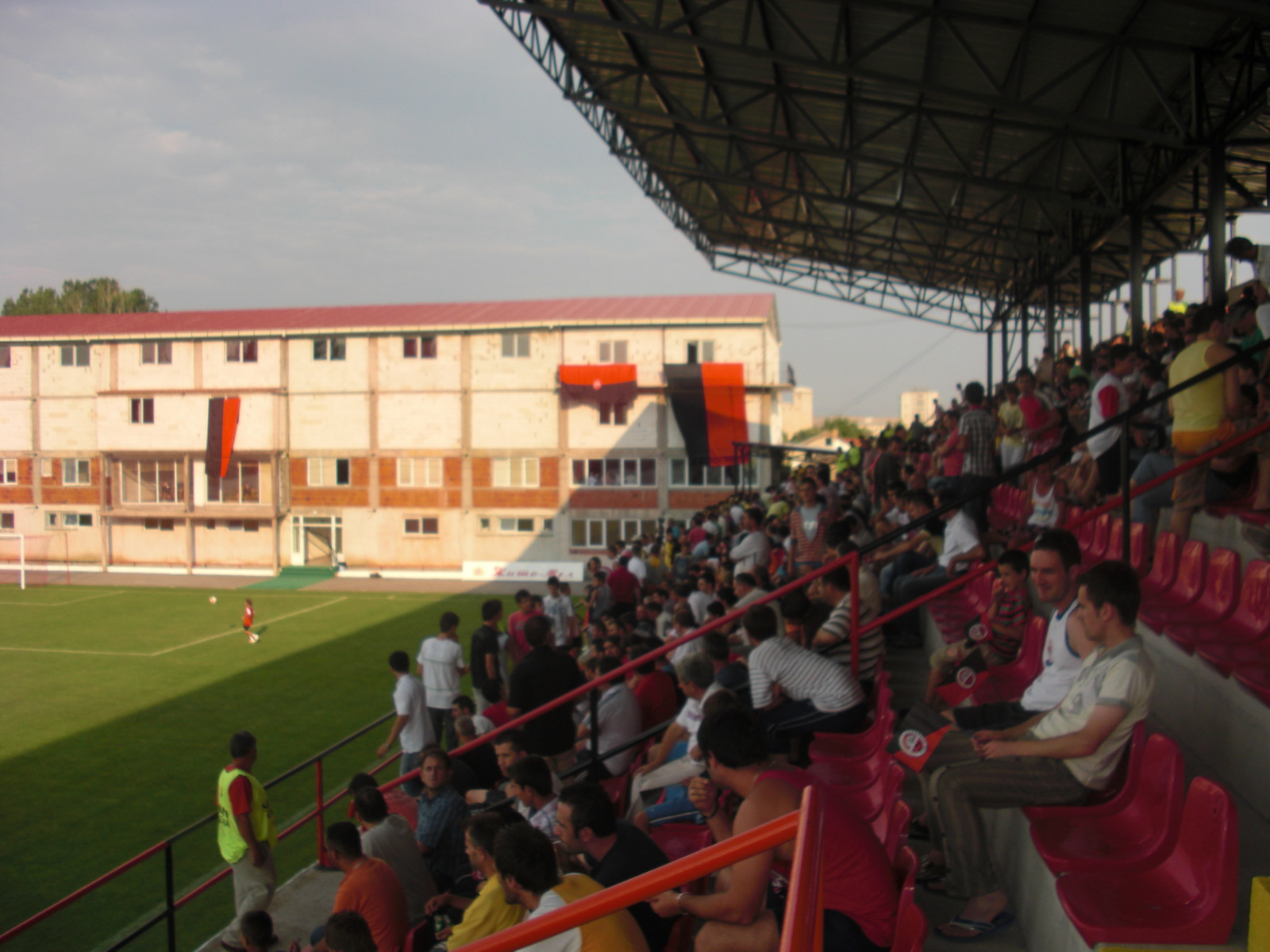
Milano Arena, stadionul clubului FK Milano Kumanovo

| Sezon   | J  | V  | E | Î | GP | GÎ | Pct. | Poz. | Note                   |
| ------- | -- | -- | - | - | -- | -- | ---- | ---- | ---------------------- |
| 2007-08 | 33 | 21 | 3 | 9 | 74 | 35 | 66   | 2    | Prima Ligă (Macedonia) |
| 2008-09 | 30 | 17 | 4 | 9 | 48 | 35 | 55   | 2    | Prima Ligă (Macedonia) |

## Milano înEuropa
- Q = calificări

| Sezon   | Competiție         | Rundă |         | Club             | Scor     |
| ------- | ------------------ | ----- | ------- | ---------------- | -------- |
| 2008/09 | Cupa UEFA          | Q1    | Cipru   | AC Omonia        | 0-2, 1-2 |
| 2009/10 | UEFA Europa League | Q2    | Croația | NK Slaven Belupo | 0-4, 2-8 |

## Lotul actual de jucători
| Nr. |                   | Poziție | Jucător          |
| --- | ----------------- | ------- | ---------------- |
| 1   | Macedonia de Nord | P       | Zoran Markovski  |
| 2   | Macedonia de Nord | F       | Fuat Shabani     |
| 3   | Serbia            | M       | Ivan Puzović     |
| 4   | Kosovo            | M       | Faton Cecelija   |
| 5   | Macedonia de Nord | M       | Burhan Aliji     |
| 6   | Kosovo            | F       | Burim Shabani    |
| 7   | Macedonia de Nord | M       | Avni Aziri       |
| 8   | Serbia            | A       | Nikola Djokić    |
| 9   | Macedonia de Nord | A       | Ivica Lazarev    |
| 10  | Kosovo            | M       | Mensur Limani    |
| 11  | Serbia            | A       | Saša Stojanović  |
| 12  | Serbia            | P       | Aleksander Danić |

| Nr. |                   | Poziție | Jucător           |
| --- | ----------------- | ------- | ----------------- |
| 13  | Macedonia de Nord | M       | Sasko Bajlozov    |
| 14  | Macedonia de Nord | A       | Dragan Trajkovski |
| 15  | Kosovo            | F       | Erdogan Brando    |
| 16  | Kosovo            | F       | Fatmir Ziba       |
| 17  | Macedonia de Nord | M       | Antonio Bogatinov |
| 18  | Macedonia de Nord | M       | Valmir Beluli     |
| 19  | Macedonia de Nord | M       | Jovan Sekovski    |
| 21  | Kosovo            | F       | Liridon Kukaj     |
| 22  | Kosovo            | A       | Genc Iseni        |
| 23  | Macedonia de Nord | M       | Fidan Sulejmani   |
| 24  | Macedonia de Nord | A       | Benjamin Shabani  |